# Europeiska garantifonden för jordbruket
Europeiska garantifonden för jordbruket (EGFJ) är en fond inom Europeiska unionen som fyller en central roll i den gemensamma jordbrukspolitiken. Fonden administrerar direktstödet till jordbrukare inom unionen samt diverse marknadsåtgärder. Fonden hanterar därmed en stor andel av unionens årliga budget.